# 페슈테르제베트
부다페스트 20구(헝가리어: Budapest XX. kerülete), 페슈테르제베트(헝가리어: Pesterzsébet)는 헝가리 부다페스트를 구성하는 23개의 구 중 하나다.